# 城郊街道 (广州市)
城郊街道，是中华人民共和国广东省广州市从化区下辖的一个街道。

## 行政区划
城郊街道下辖以下地区：
镇北社区、横江公司社区、明珠社区、关围社区、北星社区、旺城东社区、旺城西社区、荷村、大夫田村、新开村、三将军村、白岗村、茂新村、黄场村、矮岭村、城康村、向阳村、东风村、高步村、塘下村、麻一村、麻二村、麻三村、光联村、左村、水坑村、坑尾村、西和村、光辉村、红旗村和新星村。

## 交通

### 地铁
█14号线：东风站